# Heinrich Kemper (Zoologe)
Heinrich Kemper (* 24. Februar 1902 in Füchtorf; † 2. November 1969 in Berlin-Wannsee) war ein deutscher Zoologe.

## Leben

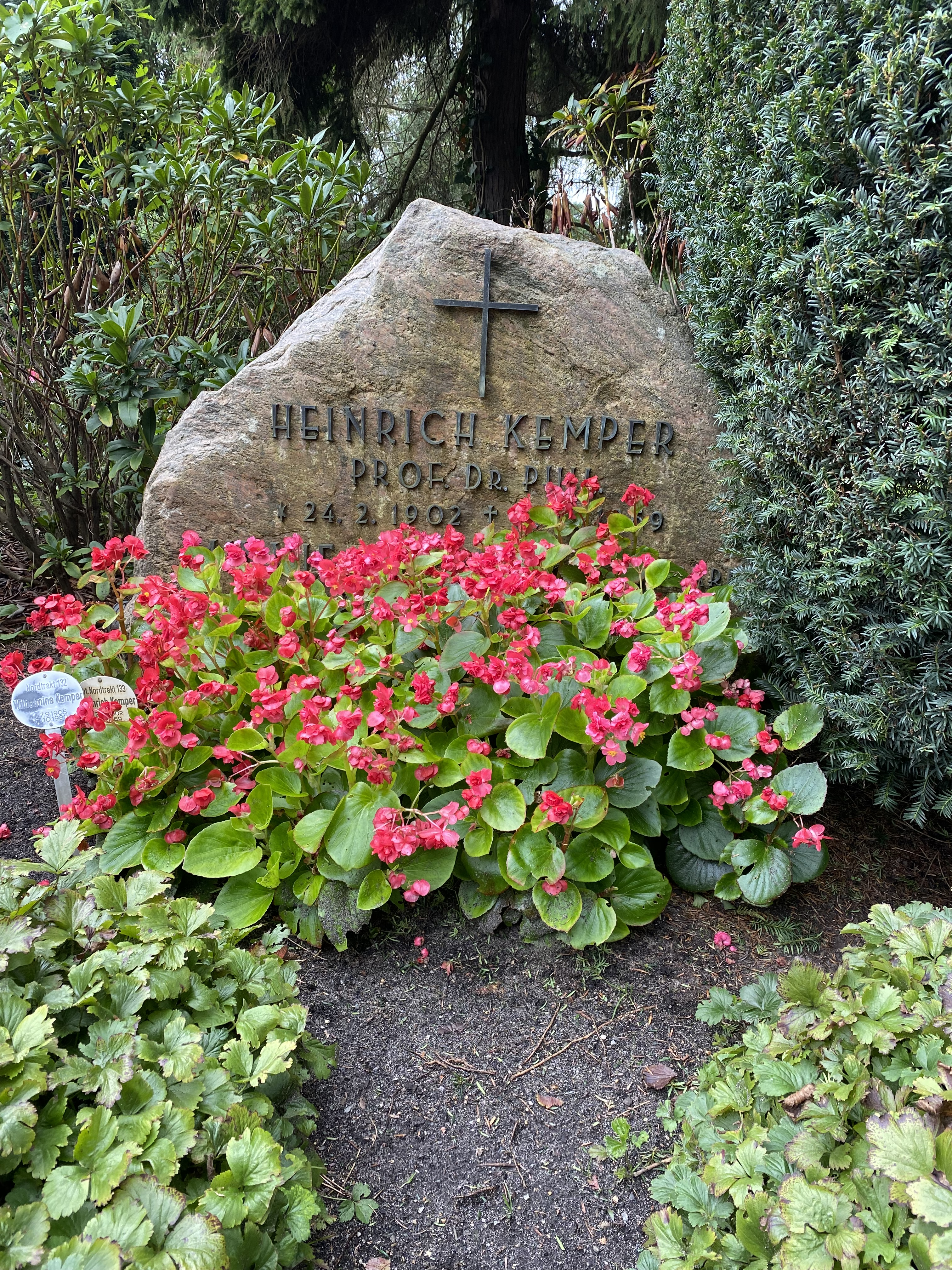
Grabstätte Heinrich Kemper

Heinrich Kemper wurde in Füchtorf bei Warendorf als Sohn des Hauptlehrers Bernhard Kemper und dessen Ehefrau Anna (geborene Olthoff) geboren. Sein Fachgebiet war die hygienische Entomologie.
Die ersten Jahre verbrachte er in Esch, damals Kreis Tecklenburg, ging für fünf Jahre an die städtische Rektoratschule Ibbenbüren und für vier Jahre an das Gymnasium in Rheine. Dort machte er 1921 sein Abitur. Dann nahm er an der Universität Münster das Studium der Naturwissenschaften und der Mathematik auf. Als Werksstudent arbeitete er im Bergwerk und bei einer Bank. Im Jahr 1925 promovierte er mit einer Dissertation über das Tracheensystem einer Schmetterlingsmücke bei dem fachlich umstrittenen Heinrich Jacob Feuerborn und wurde anschließend mit der Verwaltung einer planmäßigen Assistentenstelle am dortigen Zoologischen Institut beauftragt. Ein gutes Jahr später holte ihn Prof. Dr. Julius Wilhelmi, einer der scharfen Kritiker von Feuerborns Theorien, an die damalige Preußische Landesanstalt für Wasser-, Boden- und Lufthygiene in Berlin-Dahlem. Zuletzt war er dort Leiter der Biologischen Abteilung. Ab 1949 war er Honorarprofessor für angewandte Zoologie an der Freien Universität Berlin. Die Deutsche Gesellschaft für angewandte Entomologie verlieh ihm in Anerkennung seiner Tätigkeiten 1965 die Karl-Escherich-Medaille.
Er lehrte auch Schädlingsbekämpfer und setzte sich für die Anerkennung als Ausbildungsberuf ein.
Besonders widmete er sich der Bettwanze (Cimex lectularius), die er in vielerlei Hinsicht gründlich untersuchte. In Berlin veranlasste er 1948 eine statistische Erhebung des Wanzenbefalls jeder fünften Wohnung, dann folgte die kommunal gelenkte Bekämpfung bis zur Befallstilgung in der ganzen Stadt.
Weiterer Forschungsgegenstand waren die Lausfliegen, Heimchen, Taubenzecken, Faltenwespen, vorrats- und textilschädliche Käfer und Motten, Nagetiere sowie Stiche und Stichwirkungen von Arthropoden am Menschen.
Später weitete sich sein Interesse aus auf die (kultur)geschichtliche Entwicklung der Schädlingsbekämpfung.
Heinrich Kemper starb 1969 im Alter von 67 Jahren in Berlin. Sein Grab befindet sich auf dem Friedhof Zehlendorf. Die genaue Lage lautet Nordtrakt 133. 

## Bücher
Er verfasste 10 Bücher und 169 wissenschaftliche Beiträge über Schädlingskunde und -bekämpfung von gesundheitsschädlichen und vorratsschädlichen Tieren. Außerdem war er Herausgeber mehrerer wissenschaftlicher zoologischer Zeitschriften.
- Die Haus- und Gesundheitsschädlinge und ihre Bekämpfung: ein Lehr- und Nachschlagebuch für den Schädlingsbekämpfer. 2. Auflage 1950, Verlag Duncker & Humblot. 344 Seiten.
- Kurzgefaßte Geschichte der tierischen Schädlinge, der Schädlingskunde und der Schädlingsbekämpfung. Verlag Duncker & Humblot 1968. 381 Seiten.